# Jacob Bläser
Jacob Bläser (* um 1651; begraben am Dreifaltigkeitsfest 22. Mai 1712 in Altona) war ein Zimmermeister.

## Leben
Herkunft und Lebenslauf Jacob Bläsers sind nur lückenhaft dokumentiert. Da während der Instandsetzung und Umgestaltung des Turms der Rellinger Kirche 1702/03 im Knopf der Turmspitze eine Urkunde hinterlegt wurde, die einen „Vortrefflichen und Kunsterfahrenen Zimmermeister Jacob Bleser, bürtig aus Darmstadt“ erwähnt, ist es möglich, dass der Zimmerer von dort stammte. Zu seinen Eltern ist nichts bekannt, das Geburtsdatum 1651 nicht sicher belegt.
Bläser erlernte vermutlich den Beruf des Zimmerers und erreichte während seiner Wanderjahre Norddeutschland. Laut einem Protokoll des Stadtgerichts in Altona vom 26. März 1688 trat er in das Zimmeramt von Glückstadt ein und bekam am 14. Februar 1683 die königliche Erlaubnis, in Altona tätig zu werden. Der dort seit dem 17. April 1683 existierenden Zimmerzunft schloss er sich aufgrund der bereits bestehenden Mitgliedschaft der Organisation in Glückstadt nicht an.
1682 heiratete er die aus Altona stammende Agneta Plate (~ 1661–1716) und lebte dort dauerhaft. Das Ehepaar hatte drei Töchter und einen Sohn. Der Sohn namens Johann Christian (~ 1697–1764) erwarb gegen 1722 das Altonaer Bürgerrecht und wurde Müller.

## Bauwerke
Von 1688 bis 1694 baute Bläser einen neuen Turm für die St. Trinitatiskirche in Altona. Es handelt sich bei der barocken Kirche um sein bekanntestes Werk. Er orientierte sich dabei vermutlich an den Hamburger Hauptkirchen Sankt Katharinen, Sankt Nikolai und Sankt Michaelis, die alle von Peter Marquard erbaut wurden. Die Kirchengemeinde der St. Trinitatiskirche verlieh ihm hierfür, laut Johannes Biernatzki „aus Verehrung“, einen 19 3/8 Lot schweren Silberbecher. Auch  Ernst Georg Sonnin soll das Bauwerk gelobt haben.
Da der Turm der Trinitatiskirche sehr an jenen der St.-Laurentiuskirche in Tönning erinnert, ist davon auszugehen, dass Bläser die Pläne hierfür erstellte. Die Bauausführung übernahm der Landbaumeister Nicolaus Wilhelm Fischer. Bekannt ist darüber hinaus, dass Bläser 1703 den Turmhelm der Rellinger Kirche ummantelte.